# Canton de Saint-Fargeau-Ponthierry
Le canton de Saint-Fargeau-Ponthierry est une circonscription électorale française du département de Seine-et-Marne créée par le décret du 18 février 2014. Elle tient lieu de circonscription d'élection des conseillers départementaux et entre en vigueur lors des premières élections départementales suivant la publication du décret.

## Histoire
Un nouveau découpage territorial de Seine-et-Marne entre en vigueur à l'occasion des premières élections départementales suivant le décret du 18 février 2014. Les conseillers départementaux sont, à compter de ces élections, élus au scrutin majoritaire binominal mixte. Les électeurs de chaque canton élisent au Conseil départemental, nouvelle appellation du Conseil général, deux membres de sexe différent, qui se présentent en binôme de candidats. Les conseillers départementaux sont élus pour 6 ans au scrutin binominal majoritaire à deux tours, l'accès au second tour nécessitant 12,5 % des inscrits au 1er tour. En outre la totalité des conseillers départementaux est renouvelée. Ce nouveau mode de scrutin nécessite un redécoupage des cantons dont le nombre est divisé par deux avec arrondi à l'unité impaire supérieure si ce nombre n'est pas entier impair, assorti de conditions de seuils minimaux. En Seine-et-Marne, le nombre de cantons passe ainsi de 43 à 23.
Le canton de Saint-Fargeau-Ponthierry est formé de communes des anciens cantons de Perthes (4 communes) et de Savigny-le-Temple (2 communes). Il est entièrement inclus dans l'arrondissement de Melun. Le bureau centralisateur est situé à Saint-Fargeau-Ponthierry.

## Représentation
| Période élective | Période élective | Mandat | Mandat   | Identité           | Nuance | Nuance | Qualité                                                                         |
| ---------------- | ---------------- | ------ | -------- | ------------------ | ------ | ------ | ------------------------------------------------------------------------------- |
| 2015             | 2021             | 2015   | 2021     | Jérôme Guyard      |        | LR     | Entrepreneurs en bâtiments Maire de Saint-Fargeau-Ponthierry (2014-2020)        |
| 2015             | 2021             | 2015   | 2021     | Véronique Veau     |        | LR     | Enseignante Ancienne adjointe au maire de Dammarie-les-Lys                      |
| 2021             | 2028             | 2021   | en cours | Vincent Paul-Petit |        | DVD    | Chef d'entreprise Maire de Seine-Port                                           |
| 2021             | 2028             | 2021   | en cours | Véronique Veau     |        | LR     | Conseillère sortante 10e vice-présidente chargée de la culture et du patrimoine |

### Résultats détaillés

#### Élections de mars 2015
À l'issue du 1er tour des élections départementales de 2015, deux binômes sont en ballottage : Bernadette Cieplik et Lionel Walker (PS, 30,98 %) et Jérôme Guyard et Véronique Veau (UMP, 29,38 %). Le taux de participation est de 43,86 % (13 813 votants sur 31 494 inscrits) contre 44,94 % au niveau départemental et 50,17 % au niveau national.
Au second tour, Jérôme Guyard et Véronique Veau (UMP) sont élus avec 53,72 % des suffrages exprimés et un taux de participation de 42,16 % (6 598 voix pour 13 277 votants et 31 494 inscrits).

#### Élections de juin 2021
Le premier tour des élections départementales de 2021 est marqué par un très faible taux de participation (33,26 % au niveau national). Dans le canton de Saint-Fargeau-Ponthierry, ce taux de participation est de 26,17 % (8 341 votants sur 31 876 inscrits) contre 27,81 % au niveau départemental. À l'issue de ce premier tour, deux binômes sont en ballottage : Vincent Paul-Petit et Véronique Veau (LR, 26,49 %) et Lionel Walker et Salima Yenbou (Union à gauche avec des écologistes, 21,68 %).
Le second tour des élections est marqué une nouvelle fois par une abstention massive équivalente au premier tour. Les taux de participation sont de 34,36 % au niveau national, 30,02 % dans le département et 27,89 % dans le canton de Saint-Fargeau-Ponthierry. Vincent Paul-Petit et Véronique Veau (LR) sont élus avec 56,27 % des suffrages exprimés (4 636 voix pour 8 893 votants et 31 887 inscrits),,.
Candidat aux élections législatives de 2024, soutenu par l'Union des droites pour la République, mouvement d'Éric Ciotti, et par le Rassemblement national, Vincent Paul-Petit s'est mis en retrait de la majorité départementale.

## Composition
Le canton de Saint-Fargeau-Ponthierry comprend six communes entières.
| Nom                                              | Code Insee | Intercommunalité      | Superficie (km2) | Population (dernière pop. légale) | Densité (hab./km2) | Modifier                                    |
| ------------------------------------------------ | ---------- | --------------------- | ---------------- | --------------------------------- | ------------------ | ------------------------------------------- |
| Saint-Fargeau-Ponthierry (bureau centralisateur) | 77407      | CA Melun Val de Seine | 16,57            | 15 117 (2022)                     | 912                | modifier les données · modifier les données |
| Boissise-le-Roi                                  | 77040      | CA Melun Val de Seine | 7,09             | 3 828 (2022)                      | 540                | modifier les données · modifier les données |
| Dammarie-les-Lys                                 | 77152      | CA Melun Val de Seine | 10,24            | 23 252 (2022)                     | 2 271              | modifier les données · modifier les données |
| Nandy                                            | 77326      | CA Grand Paris Sud    | 8,56             | 6 322 (2022)                      | 739                | modifier les données · modifier les données |
| Pringy                                           | 77378      | CA Melun Val de Seine | 4,10             | 3 861 (2022)                      | 942                | modifier les données · modifier les données |
| Seine-Port                                       | 77447      | CA Melun Val de Seine | 8,53             | 1 824 (2022)                      | 214                | modifier les données · modifier les données |
| Canton de Saint-Fargeau-Ponthierry               | 7719       |                       | 55,09            | 54 204 (2022)                     | 984                | modifier les données                        |

## Démographie
En 2022, le canton comptait 54 204 habitants, en évolution de +6,55 % par rapport à 2016 (Seine-et-Marne : +3,92 %, France hors Mayotte : +2,11 %).
| 2013   | 2018   | 2022   |
| ------ | ------ | ------ |
| 48 886 | 50 997 | 54 204 |